# Carry the Day
Carry the Day ist ein Jazzalbum von Henry Threadgill’s Very Very Circus. Die 1994 in den Power Station Studios, New York City, entstandenen Aufnahmen erschienen 1995 auf Columbia Records. Wiederveröffentlicht wurde das Album 2010 in der CD-Edition Complete Novus/Columbia Recordings of Henry Threadgill & Air bei Mosaic Records.

## Hintergrund
Carry the Day war – u. a. nach mehreren Produktionen für Novus, einem Sublabel von Arista Records – Threadgills erstes Album bei einem Major Label, produziert von Bill Laswell. Es war das dritte Album von Henry Threadgill Very Very Circus, nach dem Debüt Spirit of Nuff...Nuff (Black Saint, 1991) und Too Much Sugar for a Dime (Axiom, 1993).

## Titelliste
- Henry Threadgill Very Very Circus Plus: Carry the Day (CK 66995, COL 478506 2)[2]
  1. Come Carry the Day, 6:06
  2. Growing a Big Banana, 3:26
  3. Vivjanrondirsk, 5:55
  4. Between Orchids Lillies Blind Eyes and Crickets, 7:45
  5. Hyla Crucifer… Silence of, 6:09
  6. Jenkins Boys Again, Wish Somebody Die, It’s Hot, 7:39
- Die Kompositionen stammen von Henry Threadgill.

## Rezeption
Scott Yanow verlieh dem Album in AllMusic vier Sterne und meinte, an dieser Aufnahme für das Columbia-Label sei sicherlich nichts Kommerzielles oder Verwässertes. Der Gruppenklang (mit Akkordeons, Tubas und Mark Taylors Waldhorn) sei auf seine Art reizvoll, auch wenn die Eigenkompositionen des Bandleaders kaum mehr als mysteriöse Stimmungen schaffen würden. Diese einzigartige Musik erfordere mehrfaches Hören, um sie zu erfassen, und selbst dann könnte sie noch etwas unverständlich sein.
Nach Ansicht von Don Heckman, der das Album 1995 in der Los Angeles Times rezensierte, sei diese Musik nicht leicht zu hören. Nur selten wage er sich an die Kombination von Improvisation und treibendem Rhythmus, die für die meisten Hörer das Wesentliche des Jazz darstelle. Häufiger wandere die Musik, manchmal mit scheinbarem Chaos, durch ungewöhnliche Texturen, die Akkordeons, Tubas, ein Waldhorn und verschiedene andere musikalische Exoten mischten. Wenn man die Arbeit eines Komponisten-Saxophonisten probieren möchte, der die äußeren Grenzen des Jazz konsequent ausgereizt habe (auch wenn er das Wort nicht auf seine Musik anwenden möchte), sei dies eine perfekte Gelegenheit.